# De verloren schat van de Tempelridders
De verloren schat van de Tempelridders (Deens: Tempelriddernes skat) is een Deense film uit 2006 onder regie van Kasper Barfoed.

## Verhaal
De dertienjarige Katrine is met haar vader op vakantie in Bornholm. Daar heeft ze twee vrienden, Nis, die van lezen en computeren houdt en in de vakantie informatie zoekt over de tempelridders, en Mathias, die meer met sport bezig is. Ze vinden in een ronde kerk, die door tempelridders is gebouwd, een geheime kelder. In een kamer naast de kelder zien ze dat een aantal mannen in zwarte pijen met een soort ritueel bezig is. Als ze later zien dat een vriend van Katrines vader wordt vermoord door diezelfde mannen, gaan ze op zoek gaan naar de moordenaar. Al gauw blijkt dat de moord verband houdt met een legendarische schat van de tempelridders.

## Rolverdeling
| Acteur                    | Personage    |
| ------------------------- | ------------ |
| Julie Grundtvig Wester    | Katrine      |
| Christian Heldbo Wienberg | Nis          |
| Nicklas Svale Andersen    | Mathias      |
| Frederikke Thomassen      | Fie          |
| Peter Gantzler            | Christian    |
| Ulf Pilgaard              | Johannes     |
| Kurt Ravn                 | Erik Isaksen |

## Achtergrond

### Reacties
Volgens de persberichten lijkt De verloren schat van de tempelridders op The Da Vinci Code, de succesroman van Dan Brown, én op de kinderboekenserie De Vijf van Enid Blyton. Barfoed beweert echter dat het niet zijn bedoeling geweest is een film naar deze voorbeelden te maken. Hij wilde enkel een spannende film maken over de ronde kerken op het Deense eiland Bornholm, die al meer dan 800 jaar oud zijn. Er zijn namelijk theorieën dat de Franse tempelridders met deze zogenaamde rundkirker van doen gehad hebben.

### Vervolgen
De film werd opgevolgd door twee andere films:
- De Verloren Schat van de Tempelridders deel 2
- De Verloren Schat van de Tempelridders 3: Het mysterie van de slangenkronen